# モンスターハンター エピック
『モンスターハンター エピック』は、布施龍太による日本の漫画作品。
オールカプコン総合情報誌『カプ本』に掲載されている。『モンスターハンターポータブル3』、『モンスターハンター3G』をベースとしており、MH（小説）およびMHE（漫画）と世界観を共有している。

## あらすじ
ユクモ村の少年ヤマトは憧れのハンター・クジャと「クジャに一撃入れたら狩りに連れて行ってもらう」という約束を交わしていた。1年振りに村を訪れたクジャに攻撃を仕掛けるも苦も無くあしらわれてしまうヤマトだったが、ある一件でハンターとしての資質を見出された事で弟子入りを許される。
しかしその直後、突如現れた銀色のリオレウスの襲撃を受けてクジャが負傷。ヤマトとセンセイを逃がしてその場に踏み止まったクジャがユクモ村に戻る事は無かった。
そして10年後……。

## 登場人物
ヤマト
ユクモ村の少年。クジャに命を救われた事があり、ハンターに憧れている。如何なる危険にも怯まない『磐石の闘志』の持ち主。
クジャの失踪後はセンセイを師に修行を積み、10年後ハンターとしてデビューする。使用武器はクジャと同じ太刀。
子供の頃からオトモアイルー用の訓練施設を使って修行を重ねてきた為、凄まじい怪力を誇る。
クジャ
ユクモ村を度々訪れる太刀使いのハンター。
他人との約束をすっかり忘れてしまう無責任な一面もあるが、ハンターとしては凄腕で、街でも知らない者がいない程らしい。
ヤマトにハンターとしての素質を見出して稽古を付ける約束を交わすものの、その後現れたリオレウス希少種の奇襲を受ける。負傷をおしてリオレウス希少種と交戦し、ヤマトとセンセイを逃がすがそのまま行方不明になってしまう。
センセイ
クジャのオトモアイルー。クジャとは長い付き合いで、彼のアバウトな言動に苦言を呈す事もしばしば。
クジャ失踪後はヤマトの嘆願を受けて師匠兼オトモアイルーとして彼を鍛える。
ムイ
ユクモ村の少女。ヤマトとは幼馴染で彼に好意を持っており、後に共にハンターとなる。武器はヘビィボウガン。
絵を描くのが趣味で、ハンターとなった後も狩猟自体よりモンスターのスケッチを行う事を主な目的としている。
狩猟と平行してモンスターの絵を描き、その工程の中で標的の生態をほぼ完璧に看破できる『鋭敏な観察力』を持つ。
パーカー
タンジアの港専属のハンター。ハンマー使い。
ユクモ村村長の依頼で街に赴いたヤマト達を案内する。
ハンターとしての力量は非常に高く、緊急時には名指しで依頼が来るほどギルドからの信頼も厚い。
ブランドン・マイマイ
ヤマト達がタンジアの港で遭遇した凄腕の双剣使いの女性。関西弁で話す。キリン防具やアイルーフェイクなど、旧大陸特有の装備を使用している。
女性ながらかなりの長身で、ヤマトに劣るものの相当な腕力の持ち主。何故かセンセイに惚れ込んでいる。
やり方を選ばない性格で、さらに食い逃げで指名手配されているなど言動には問題のある人物。加えて共闘できるものが滅多にいないほど高い実力もあって単独行動が多かったが、センセイを追いかけてヤマト達と行動を共にする事になる。
トト
褐色の肌の少年ハンター。大剣使い。
師匠の指示で『モンスターフェスティバル』に出場するべく、4000キロ以上離れたマカラ高原からドンドルマまで走っていこうとしていた途中でヤマト達と出会う。
落ちていた生肉を食べたり、他人の荷車のガークァを食べようとしたりと食い意地の張った性格。
キルト
ヤマト達がドンドルマへの道中で出会った弓使いの男。ギルドナイト・ドンドルマ支部二番隊隊長を務めるG級ハンター。
クールな人物で『モンスターフェスティバル』に向けて張り切るヤマト達を身の程知らずと見て呆れていたが、所々で驚異的な成果を挙げるヤマトに徐々に注目するようになる。
フィリップ
『モンスターフェスティバル』前大会王者。ハンターランク41のG級ハンターで、ボウガンの腕前は世界一とまで称されるヘビィボウガン使い。
紳士的な物腰の男性で、センセイやクジャとも親交がある。また顔を隠しているブランドンの正体を察するなど洞察力にも優れている。
ラーグナー、ローレン、ルーガ、ギース、ドリアン、ギンヂ
『モンスターフェスティバル』参加者。いずれもハンターランク2桁に至っているG級ハンター。

## 単行本
- 1巻 2012年6月8日
- 2巻 2013年4月8日
- 3巻 2014年2月20日